# Petroica tricolor
El petroica tricolor (Gennaeodryas placens) és un ocell de la família dels petròicids (Petroicidae) i única espècie del gènere Gennaeodryas Mathews, 1920
.

## Hàbitat i distribució
Viu entre la malesa del bosc, localment a Batanta a les Raja Ampat, i a Nova Guinea.